# Broder Knuds Bibel
Broder Knuds Bibel eller Haderslevbiblen er en håndskrevet bibel på latin fra midten af 1200-tallet. Den er Danmarks ældste komplette bibel. Biblen blev i 1310 erhvervet i Paris af dominikanerordenens leder i Danmark og det øvrige Norden, Broder Knud, der var tilknyttet Haderslevs dominikanerkloster, Haderslev Kloster.
Årstallet for erhvervelsen kan dokumenteres, idet Broder Knud på biblens første side har skrevet på latin: "Anno domini m°.ccc°.x°. istam bibliam emit frater Kanutus prior provincialis a conventu hatharslevensi de dono domini regis Norvagie" – på dansk: "I det Herrens år 1310 købte broder Knud, provincialprior, fra konventet i Haderslev, denne bog af de midler den herre kongen af Norge skænkede".
Biblen, der er fremstillet i Frankrig ca. 1250, er på godt 1200 sider og er skrevet med en ganske lille skrift på et fint forarbejdet pergament. Det er udsmykket med 80 initialer, små miniaturebilleder med motiver, der illustrerer de bibelske fortællinger. På bogens sidste blade finder man en række tilføjelser, der fortæller om dominikanernes virke som prædikanter. Bl.a. en håndskrevet oversigt over de tekststykker, der skulle læses ved messen på givne dage.
Håndskriftets originale indbinding er gået tabt, og det nuværende bind er tilkommet i senmiddelalderen i 1400-tallet. En senere note på latin, der er tilføjet under Broder Knuds, fortæller, at bogen i 1514 blev solgt til Paulus Moller fra Slesvig. Den danske oversættelse af noten lyder: "Denne Bibel købte jeg Paulus Moller fra/i Slesvig i Prædikanternes kloster år 1514, 14. juni".
Det antages, at håndskriftet indtil sent 1700-tal befandt sig i Slesvig, hvorefter det dukkede op i England. Her har det bl.a. tilhørt forfatteren John Ruskin (1819-1900), der har indsat sit ekslibris på bindets inderside. Senere har det tilhørt håndskriftsamleren Alfred Chester Beatty (1875-1968) i Dublin. Bogen blev udbudt på auktion i 1969.
Det Kongelige Bibliotek, hvor håndskriftet i dag opbevares, generhvervede det til Danmark i 2001, efter at det blev sat til salg af et antikvariat i Hamborg i Tyskland.

## Eksterne link og kildehenvisninger
- Skatte i Det Kongelige Bibliotek
- Velux Fonden: Årsskrift 2001 Arkiveret 13. januar 2006 hos  Wayback Machine
- Aktuelt fra Håndskriftafdelingen: November 2001
- Haderslev Museum: Årsberetning 2003 Arkiveret 10. august 2007 hos  Wayback Machine

| Religion | Spire Denne religionsartikel er en spire som bør udbygges. Du er velkommen til at hjælpe Wikipedia ved at udvide den. |